# Песчаное (Павлодарская область)
Песчаное (каз. Песчаное) — село в Теренкольском районе Павлодарской области Казахстана. Расположено в 89 км к северо-западу от областного центра — Павлодара и в 18 км к юго-востоку от районного центра — села Теренколь. Административный центр Песчанского сельского округа. Код КАТО — 554863100.

## История
В 1745 году по распоряжению командующего Сибирскими линиями генерал-майора Христиана Киндермана на Иртышской укреплённой линии был построен Песчаный редут. Название обусловлено местоположением населенного пункта — рядом с одноимённым озером, окруженным песками. Основным населением станицы на момент создания были казаки, состоявшие на воинской службе. Помимо службы они также занимались простым крестьянским трудом: возделывали земли, разводили скот, а также занимались охотой и рыболовством. В благодарность за хорошую службу царское правительство выделяло казакам наделы земли, лесные угодья, водоемы, отдавая в пожизненное пользование.
В те времена помимо станицы Песчаной, на этих землях размещались хутора Карбышева, Дударева, Шарапова, Симонова, Лаптевых, сохранившие нахвания в произвольной форме:
«Карбышиха», « Дудариха», «Тришкин хутор», «Шарапиха».
В станице проводились ежегодные ярмарки, на которых купцы из соседних волостей и Средней Азии продавали скот, пушнину, кожу, шелк, ковры, комовую соль (Казахстан), изделия из дерева. Эти ярмарки были известны далеко за пределами Павлодара.
Песчаное располагалось на крутом берегу реки Иртыш. В нем делали остановку пароходы, идущие по реке.
В 1822-18233 годах была построена большая белокаменная церковь — Пророко-Ильинская. Она вмещала порядка 500 человек. Также при церкви открыла свои двери церковно-приходская школа.
В 1908 году построили первую больницу, рассчитанную на 10 коек.
В 1919 году, с приходом советской власти, станицу переименовали в село Песчаное. В 1924 году в селе открыли избу-читальню, на базе которой организовали клуб и библиотеку.
С приходом коллективизации образовывались колхозы, которые в 1929 году были объединены в более крупное хозяйство — «Новый путь». В 1932 году село было переименовано в совхоз «Песчанский».
Во время Великой Отечественной войны многие жители села ушли добровольцами на фронт.
Как последствие войн и смен правящего строя, многие значимые для села сооружения были разрушены. Благодаря благотворителям и прихожанам удалось восстановить некоторые из них и построить новые: восстановлена Пророко-Ильинская церковь, построена отделение связи, здание амбулатории, на казачьем кладбище построили деревянную часовню.

## Население
В 1985 году в селе проживало 4969 человек. В 1999 году население села составляло 3443 человека (1644 мужчины и 1799 женщин). По данным переписи 2009 года, в селе проживало 1586 человек (769 мужчин и 817 женщин).